# Carl Beierkuhnlein
Carl Beierkuhnlein (* 2. Juni 1960 in Hochstadt am Main) ist ein deutscher Geoökologe und Professor für Biogeographie an der Universität Bayreuth.

## Leben
Carl Beierkuhnlein studierte Geoökologie. Anschließend arbeitete er für den BUND als wissenschaftlicher Mitarbeiter im Naturschutz. 1994 promovierte er über Bioindikation von versauerten Einzugsgebieten. 1999 folgte die Habilitation (venia legendi Biogeographie) zu methodischen und theoretischen Fragen der Biodiversitätsforschung. Zwischen 1999 und 2002 war Beierkuhnlein Professor für Landschaftsökologie und Standortkunde an der Universität Rostock. Seit 2002 hat er den Lehrstuhl für Biogeografie an der Universität Bayreuth inne.
Von 2007 bis 2009 war er Mitglied des Hochschulrates der Uni Bayreuth. Von Oktober 2005 bis September 2007 war er Dekan der Fakultät für Biologie, Chemie und Geowissenschaften in Bayreuth. Er ist Sprecher des Master-Studiengangs Global Change Ecology. 
Beierkuhnlein war Sprecher des Forschungsverbundes „Auswirkungen des Klimas auf Ökosysteme und klimatische Anpassungsstrategien“ (FORKAST). Er leitete bis 2014 den Arbeitskreis Biogeographie im Verband der Geographen an Deutschen Hochschulen (VDGH).
2014 wurde er mit der Bayerischen Staatsmedaille für besondere Verdienste um die Umwelt ausgezeichnet, 2019 mit der Medaille für besondere Verdienste um Bayern in einem Vereinten Europa. 2025 wurde Beierkuhnlein Mitglied der Academia Europaea.

## Wissenschaftliche Publikationen
- Carl Beierkuhnlein: Biogeographie. Ulmer, 2007, ISBN 978-3-8001-2836-5
- Wolfgang Nentwig, Sven Bacher, Carl Beierkuhnlein und Roland Brandl (2009): Ökologie. Spektrum Akademischer Verlag (9. Dezember 2003)
- Jürgen Feulner, Reinhard Müller, Carl Beierkuhnlein und Alfons Förstel (1995): Die Vogelwelt des Hofer Landes.